# Regina Alcóver
Regina Alcóver, nata  María Regina Alcóver Ureta (Lima, 29 settembre 1948), è un'attrice peruviana nota soprattutto come interprete di telenovela.

## Filmografia

### Televisione
Attrice
- Mas ..Mujercitas
- La huerfana
- La vida dolorosa
- Vengo a Vivir contigo
- Simplemente María
- El  adorable Profesor Aldao
- La consentida de papá
- La inconquistable Viviana Hortiguera
- Me llaman Gorrión
- Mi dulce enamorada
- Mily
- El duende Azul
- Travesuras del Corazón
- Isabella
- Milagros

### Telefilm
- Mamí
- Quattro in amore - Los peréz-Gil
- Derecho de familia
- Ramiréz
- Al fondo hay sitio

Altro
- Villa Twist
- Cancionizima
- Tintilocos
- la Revista de los sabados
- Mujer
- Día a Día
- Regina y Punto
- Regina
- Contacto femenino
- Desafio y fama

## Teatro
- Mi muñeca favorita
- Papito piernas largas
- Coqueluche
- Tres mujeres para el show
- Brujas
- La heredera
- Reina por un dia